# Karat, Etiopien
Karat (även känd som Konso) är en stad vid floden Sagan i sydvästra Etiopien. Den är administrativ huvudort för den administrativa enheten Konso i regionen Ye Debub Biheroch Bihereseboch na Hizboch. Staden ligger på en höjd av 1 650 m ö.h. och kallas även Pakawle av en del som bor i närområdet. Folkmängden beräknades till 7 381 invånare 2011, fördelat på 4 035 män och 3 346 kvinnor.
Området, som fått sitt namn efter konsofolket, är känt för sina religiösa traditioner, waga-skulpturer, och närliggande fossilbäddar (den senare är en arkeologisk lokal med tidiga hominider). Området sattes upp på Etiopiens förhandslista över planerade världsarvsnomineringar den 30 september 1997 för dess universella kulturella betydelse, och har under 2009-2010 officiellt nominerats.. 2011 fick Konso världsarvsstatus
Philip Briggs föreslår att dagens stad "kan prosaiskt beskrivas som en cirkulationsplats av komiskt stora dimensioner, omgivna av en ensam bensinstation och kringspridda lokala hotell". Enligt regionens myndighet för finanser och ekonomisk utveckling hade Konso 2003 tillgång till telefon, postkontor, elektricitet från en generator och en mängd mikrofinansorganisationer. Den lokala industrin omfattar biodling, bomull väveri och jordbruk. Marknad hålls måndagar och torsdagar på en plats två kilometer utanför staden längs Jinkavägen.